# SORM
SORM  (in russo СОРМ, Система технических средств для обеспечения функций оперативно-разыскных мероприятий?, Sistema techničeskich sredstv dlja obespečenija funkcij operativno-razysknych meroprijatij, lett. "Sistema di accertamento investigativo") è un sistema per le interfacce di intercettazione legale di telecomunicazioni e reti telefoniche operanti in Russia.
È l'equivalente russo di Echelon e come quest'ultimo il suo ruolo è proprio quello di intercettare movimenti bancari e tutte le forme di telecomunicazioni, siano esse fax, e-mail, telefonate, SMS, etc., per conto dell'intelligence russa.
SORM tuttavia è poco conosciuto ma come tutti i sistemi di intercettazione globale (FRENCHELON in Francia o ENFOPOL in Europa) ha suscitato non poche polemiche per quanto riguarda la privacy dei cittadini.

## Storia
In Russia il sistema SORM è stato approvato nel 1995 per essere utilizzato dall'FSB (successore del KGB). Nel luglio del 1998 è stata approvata la legge che permette a SORM-2 di monitorare la rete internet. Ogni Provider internet russo (ISPs) deve installare uno speciale dispositivo che permette all'FSB di controllare tutte le transazioni con carta di credito, e-mail e la navigazione web ai fini del mantenimento della sicurezza nazionale.

### Accesso ad altre agenzie per la sicurezza
Il 5 gennaio del 2000, durante la prima settimana dopo le elezioni, il presidente Vladimir Putin ha emanato una legge che permette ad altre agenzie federali per la sicurezza di accedere al sistema SORM-2, oltre all'FSB. 
Gli enti sono:
- il ministero dell'interno
- la polizia delle entrate
- la polizia interna
- il Servizio di sicurezza presidenziale (SBP)
- il reggimento del Cremlino[senza fonte]
- la guardia per la sicurezza parlamentare
- il Servizio di sicurezza federale (FSO)
- la guardia di frontiera federale

### SORM-3
Dal 2014 è stato autorizzato a monitorare anche i social network. Un'ordinanza ministeriale del Ministero delle Comunicazioni russo del 16 aprile 2014 ha introdotto i requisiti per il nuovo sistema di intercettazioni "SORM-3", riservata agli operatori di telecomunicazioni che operano nel paese, per adeguarsi entro il 2015.